# Kaito Toba
Kaito Toba - em japonês, 鳥羽 海渡 Toba Kaito (Fukuoka, 7 de abril de 2000) é um motociclista japonês. Atualmente compete na Moto3 pela Idemitsu Honda Team Asia, equipe dirigida por seu compatriota Tadayuki Okada.

## Carreira
Em 2014, Kaito Toba venceu o Asia Talent Cup e conquistou sua primeira vitória no MFJ All-Japan Road Race Championship no circuito Autopolis. Kaito seguiu para a Red Bull Rookies Cup e para o Campeonato do Mundo FIM CEV Repsol Moto3 ™ Junior em 2015, onde terminou em nono lugar da geral na série anterior daquele ano.
Em 2016, ele subiu para o quinto lugar geral na Rookies Cup, com vitórias em Sachsenring e Aragão, e o quinto lugar veio apesar de não ter terminado em nenhuma das três primeiras corridas da série. Ele também terminou em quarto lugar geral no Campeonato Mundial de Moto3 ™ Junior de 2016. Ele estreou na Moto3 em 2017, pela equipe Honda Team Asia. Seu melhor resultado na temporada foi um 10º lugar no GP da Argentina, e terminou o campeonato na trigésima posição